# Wochentags immer
Wochentags immer ist ein deutsches Filmlustspiel aus dem Jahre 1963 mit Hanns Lothar und Geneviève Cluny in den Hauptrollen.

## Handlung
Felix ist ein eigenwilliger, junger Man mit großem Ehrgeiz: Er sammelt Doktortitel wie andere Briefmarken. Nun will der in München-Schwabing residierende Studiosus seinen dritten Doktor, diesmal in Rechtswissenschaften, machen. Doch der Frühling und die entsprechenden Gefühle gegenüber der holden Weiblichkeit kommen ihm dazwischen. Eines Tages lernt er die hübsche australische Kunststudentin Jery kennen. Anfänglich können sich die beiden zwar nicht ausstehen, doch dann verliebt sich das Mädchen in den erneuten Doktoranden. Das hübsche Girl von Down Under versucht, mit Liebestipps, die sie einem Ratgeber entnommen hat, das Herz des flotten Jünglings zu erobern. Dies spricht sich bald in der hippen Schwabinger Studentenwelt herum, und fortan wird Felix bei den jungen Frauen zum begehrten Schwarm. Um seinem – unverdienten – Ruf als Casanova gerecht zu werden, darf er sich aber nunmehr nicht einfach Jery hingeben, und Felix beginnt daraufhin die Rolle eines antibourgeoisen Womanizers vorzutäuschen. Zahlreiche Verwicklungen führen schließlich dazu, dass Felix zwar keinen weiteren Doktortitel erlangt, dafür aber das Herz seiner Liebsten gewinnt.

## Produktionsnotizen
Wochentags immer entstand im Frühjahr 1963 und wurde am 30. Mai 1963 uraufgeführt.
Der Titel spielt auf den großen griechischen Filmerfolg aus dem Jahre 1960, Sonntags nie, mit Melina Mercouri in der Hauptrolle, an.
Die von Wolf Englert entworfenen Bauten wurden von Bruno Monden ausgeführt. Die Kostümentwürfe stammen von Margot Schönberger. Die Produktionsleitung übernahm Ernst Steinlechner.

## Kritiken
„Wir gestatten uns eine kleine Korrektur des Filmtitels: Wochentags nimmer und Sonntags nie.“

In Paimann’s Filmlisten heißt es: Eine ähnlich oft dagewesene Fabel vom Sichfinden, die modern aber nicht überspannt aufbereitet, mit arriviertem Nachwuchs besetzt und durch München-Schwabings Atmosphäre anheimelnd-bohemieneske Züge gewinnt."
In Filme 1962/64 ist folgendes zu lesen: „Albernes Lustspielchen, das durch Einfallslosigkeit und primitiven Dialog eher langweilt.“